# Tinantia violacea
Tinantia violacea là một loài thực vật có hoa trong họ Commelinaceae. Loài này được Rohweder miêu tả khoa học đầu tiên năm 1956.